# Ein Rückblick aus dem Jahre 2000 auf 1887

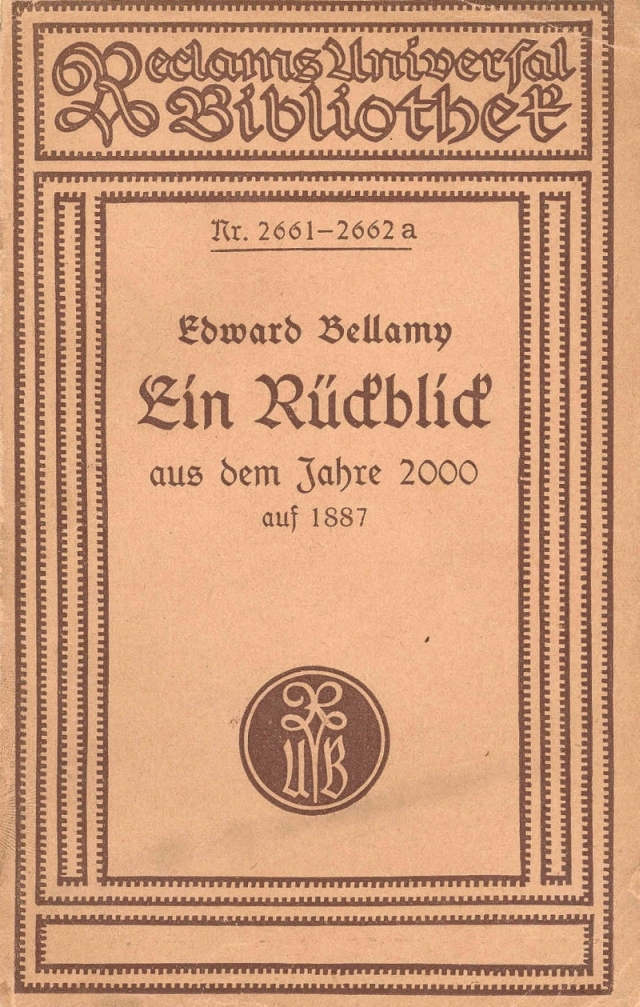
Reclam-Ausgabe von 1919

Looking Backward 2000–1887 (deutsch Ein Rückblick aus dem Jahre 2000 auf 1887, und ähnlich) ist ein utopischer Roman von Edward Bellamy von 1888. Er beschreibt eine sozial gerechte Gesellschaft im Jahr 2000 aus der Sicht eines Protagonisten, der unversehens aus 1887 in jene Zeit verschlagen wird.

## Inhalt
Julian West, ein junger US-Amerikaner fällt durch eine Behandlung mit animalischem Magnetismus in Boston im Jahr 1887 in einen tiefen Schlaf. Als er im Jahr 2000 dort wieder aufwacht, hat sich die Welt um ihn herum wesentlich verändert.
Er findet sich in der Obhut von Dr. Leete und dessen attraktiver Tochter Edith wieder, die sich als eine Nachfahrin von Julians vorheriger Verlobter erweist. Während der vergangenen hundert Jahre sind die USA zu einem idealen Gemeinwesen geworden.
Es wird nun gezeigt, wie der Hausherr Dr. Leete und seine Tochter Edith den Protagonisten in die neue Welt einführen und ihm die Lebensverhältnisse des idealen Gemeinwesens erklären.
Wie dieses Gemeinwesen erreicht wurde, wird vage beschrieben. Die Veränderung erfolgte auf friedlichem Wege der Veränderung, da die Menschheit beschlossen hatte, ein genossenschaftliches Staatswesen zu errichten. So gibt es in der Welt des Jahres 2000 industrielle Republiken, die als ein globaler Bundesstaat zusammenarbeiten und somit ihren Bürgern ein sorgenfreies Dasein ermöglichen. Arbeit ist erforderlich, doch durch ihre Form der Organisation und breite Güterverteilung gilt Ausbeutung als überwunden. Alle werden entsprechend ihren Fähigkeiten ausgebildet, müssen allerdings Arbeitsdienst in einer Industriearmee leisten, damit auch unbeliebte Arbeiten verrichtet werden. Die Individuen sind für das Gemeinwohl tätig ohne ihre eigenen Neigungen zu vernachlässigen, allerdings sind die Verwaltungsgremien und Arbeitsheere militärisch organisiert.
Julian West wird mit seiner Erfahrung zum Professor für Geschichte des 19. Jahrhunderts gemacht.
Eine kleine Elite älterer männlicher Staatsdiener bestimmt die Besetzung der Führungsämter.
Was Julian West als erstes auffällt, ist, dass die Luft in Boston sauber und nicht von den Abgasen der Schornsteine verschmutzt ist, so wie er es zu seiner Zeit gewohnt war. Aber auch das gesellschaftliche Zusammenleben hat sich geändert. Die Menschen sind tatsächlich gleichberechtigt, jeder muss gleichermaßen eine Zeit seines Lebens für die Gemeinschaft arbeiten – Dr. Leete vergleicht diesen Industrial Service (Industriedienst) mit dem Wehrdienst in der alten Zeit.
Es gibt kein Bargeld, sondern Kreditkarten, von deren Wert bei jedem Kauf die entsprechende Summe abgezogen wird (die ersten tatsächlichen Kreditkarten wurden erst 1924 von der Western Union angeboten).
An dem Industriedienst werden alle Mitglieder der Gesellschaft beteiligt, ein jeder nach seinen Kräften. Und jeder bekommt im Gegenzug einen gleichen Anteil an den gemeinsam erarbeiteten Werten. Die Devise ist, dass man nicht seinen Lohn dafür bekommt, dass man mehr oder weniger zu leisten in der Lage ist, sondern dass man ein Mensch ist.
Auch das Unterhaltungsbedürfnis wird berücksichtigt. Entsprechend den technischen Möglichkeiten seiner Zeit entwirft der Autor Unterhaltungsmedien der fernen Zukunft. Auf Grundlage des damals gerade neuen Telefons entwickelt er ein System der Massenunterhaltung, bei dem an mehreren Stellen der Stadt Orchester 24 Stunden lang verschiedene Arten von Musik spielen, die über Telefonleitungen in die Wohnungen übertragen werden. Dort kann sich der Musikinteressierte ein Programm aussuchen und über Lautsprecher in seinem Wohnzimmer wiedergeben (vgl. auch Theatrophon). Die Gebühren dafür werden von seiner Kreditkarte abgezogen.
Auch über die Erziehung hat man sich Gedanken gemacht, und das grundlegende Prinzip der Gesellschaft des Jahres 2000 lautet, dass derjenige die Bildung am meisten benötigt, der die geringsten natürlichen Gaben hat. Intelligente, interessierte Menschen suchen von sich aus danach, nur die weniger Intelligenten brauchen Förderung. Und es liegt im Interesse aller, dass die Mitmenschen gebildet sind.

## Bewertungen und Wirkungen
Edward Bellamy beschrieb eine ideale Welt, die stark von den sozialistischen Ideen des späten 19. Jahrhunderts beeinflusst war.
Er vermutete eine Überwindung der sozialen Frage durch den technischen Fortschritt, ebenso wie auch Étienne Cabet, Bertha von Suttner und Theodor Hertzka.
Einige Beschreibungen traten tatsächlich so oder in ähnlicher Form ein, zum Beispiel bessere Luft in manchen Großstädten, ein Sozialstaat, einige technische Entwicklungen, wie Kreditkarten, Massenunterhaltung auf der Grundlage freier Wahl zwischen einer Vielzahl von Anbietern in einem elektronischen Netzwerk usw.
Der Roman wurde der erfolgreichste utopische Roman seiner Zeit, mit mehreren englischen Neuauflagen und unzähligen Übersetzungen.
Er beeinflusste auch spätere eher pessimistische Autoren wie Aldous Huxley, Karin Boye, Stefan Andres, Constantin Virgil Gheorghiu, George Orwell und die moderne Zukunftsforschung u. a. von Walter Greiling.
Der Herausgeber der Reclam-Übersetzung von 1983 Wolfgang Biesterfeld schrieb von „der erfolgreichsten Utopie des 19. Jahrhunderts und der vielleicht meistgelesenen Utopie überhaupt“.
Eine Fortsetzung des Romans mit dem Titel Equality blieb dann aber ohne größere Resonanz, ebenso wie die anderen Schriften von Edward Bellamy.
Der Herausgeber der ersten Reclam-Ausgabe von 1890 Georg von Gizycki schrieb:

„Mir schien, daß dieses Werk sich den berühmten Utopien der Vergangenheit, wie Thomas Morus ‚Utopia‘ […] Bacons ‚Neu Atlantis‘ und Campanellas ‚Sonnenstaat‘ wohl zur Seite stellen lasse. Noch keine derartige Schrift hat einen so erstaunlichen Erfolg gehabt, wie diese: sie ist vor ungefähr zwei Jahren veröffentlicht worden, und bereits liegt das 301. Tausend des amerikanischen Originals und die 21. Auflage des englischen Nachdrucks vor. Da wir bisher nur eine verstümmelte und eine unlesbare deutsche Übersetzung dieses Buches besaßen, erschien es mir wünschenswert, dem deutschen Publikum eine brauchbare zu verschaffen, und ich hoffe, daß die vorliegende eine ist. Von socialistischer sowie von entgegengesetzter Seite sind gegen das Werk viele Einwendungen erhoben worden, und sicherlich unterliegt es nicht wenigen; aber ich glaube, es enthält tiefe ethische Wahrheiten.“

Einige konservativere Zeitgenossen kritisierten Bellamys Befürwortung der Emanzipation der Frau und warfen ihm ein Eintreten für Atheismus und Materialismus vor.
Ernst Bloch kritisierte, dass die geschilderten Zustände sich von denen der kapitalistischen Welt nicht grundsätzlich unterscheiden. Es werden zwar einige schädliche Auswirkungen beseitigt, doch der allgemeine Zuschnitt der kapitalistischen Welt bleibe bestehen:

„Die Welt wird ein gigantisches Boston oder eher noch Chicago mit etwas Landwirtschaft dazwischen; das Gebiet der letzteren nannte man früher Natur.“

Vor allem die Utopie Kunde von Nirgendwo (News from Nowhere) von William Morris schließt sich an Looking Backward an:

„Besonders reizvoll liest sich die Aufnahme von Looking Backward im Deutschland der Wilhelminischen Ära. Alsbald von verschiedenen Autoren ins Deutsche übersetzt (zuerst in einer entstellenden Fassung von Georg Malkowsky unter dem Titel Alles verstaatlicht. Socialpolitischer Roman, 1889), sorgte der Text in dem Lande, dem soeben der eiserne Kanzler die Sozialistengesetze beschert hat, für lebhafte Kontroversen. Eine Reihe von Umformungen und Parodien entsteht. Während Eduard Loewenthal (Der Staat Bellamy’s und seine Nachfolge, 1891) Looking Backward nur als Vehikel für die Verbreitung der von ihm erfundenen und heute vergessenen Weltanschauung ‚Cogitantismus‘ nutzt, versuchen andere Autoren, in ihrem Sinne die mögliche Weiterentwicklung des Bellamyschen Staates auf die Probe zu stellen. Ernst Müller (Ein Rückblick aus dem Jahr 2037 auf das Jahr 2000, 1891) müht sich um einen versöhnenden Ausgleich zwischen den verschiedenen politischen Positionen im gar nicht idealen Zukunftsstaat, indem er den Reichen mehr Nächstenliebe und den Armen mehr Zufriedenheit empfiehlt; Philipp Wasserburg (Etwas später! Fortsetzung von Bellamy’s Rückblick aus dem Jahr 2000, 1891) möchte am Beispiel Kuba beweisen, daß Bellamys Konstruktion nicht auf alle Länder und Klimate anwendbar ist; Conrad Wilbrandt (Des Herrn Friedrich Ost Erlebnisse in der Welt Bellamy’s, 1891) verlegt die Handlung nach Deutschland und zeigt das Scheitern des Modells an der Nivellierung der menschlichen Bedürfnisse und an Fehlern im Außenhandel; der Deutschamerikaner Richard Michaelis (Looking Forward, 1890; dt. Ein Blick in die Zukunft. Eine Antwort auf: Ein Rückblick von Edward Bellamy. 1890) läßt die Erlebnisse Julian Wests in einem mit allen Mitteln trivialen Stils geschilderten Blutbad enden, das der von Dr. Leete und seinen Gesinnungsfreunden jahrelang hinters Licht geführte Pöbel anrichtet.“

## Ausgaben

### Englische Ausgaben
- Looking Backward, 2000-1887. Ticknor and Company, Boston 1888. Erstausgabe Text (Seite nicht mehr abrufbar, festgestellt im August 2022. Suche in Webarchiven)
- Looking Backward, 2000-1887. Oxford University Press, Oxford 2009, ISBN 0-19-955257-6.

### Deutsche Übersetzungen
Es gab verschiedene deutsche Übersetzungen und Übertragungen.
- Georg Malkowsky: Alles verstaatlicht. Socialpolitischer Roman, Eckstein, Berlin 1889, eine ungenaue Übertragung
- Ein sozialistischer Roman. Rückblick 2000 — 1887. Berliner Arbeiterbibliothek, 1889, Digitalisat, eine gekürzte Übertragung
- Solomon Schindler: Ein Rückblick, Boston und New York, 1889, 1890 Digitalisat

- Alexander Fleischmann. Ein Rückblick aus dem Jahre 2000. Übersetzt nach dem 301. Tausend der amerikanischen Originalausgabe. Hg. Georg von Gizycki. Reclam, Leipzig o. J. [1890], bis 1891 sieben Auflagen. Auszüge
  - Georg von Gizycki. Hg. Wolfgang Biesterfeld. Universal-Bibliothek 2660. Reclam, Stuttgart 1983, ISBN 3-15-002660-1 (mit Nachwort des Herausgebers).
- Clara Zetkin: Rückblick aus dem Jahre 2000. Dietz, Stuttgart 1914. Neudruck Golkonda, 2017, ISBN 978-3-946503-14-9. Text
- Im Jahre 2000 : ein Rückblick auf das Jahr 1887
- Die wunderbaren Erlebnisse des Herrn Julian West im Jahre 2000
- Text (welche Übersetzung?)